# Deutsche Gesellschaft für Ultraschall in der Medizin
Die Deutsche Gesellschaft für Ultraschall in der Medizin, kurz DEGUM e. V., mit der Geschäftsstelle in Berlin ist mit über 11.000 Mitgliedern eine der bedeutendsten Ultraschallverbände der Welt. Der Verein ist Mitglied der Arbeitsgemeinschaft der Wissenschaftlichen Medizinischen Fachgesellschaften.
Seit ihrer Gründung im Jahr 1972 ist die Fachgesellschaft für ihre Mitglieder ein Forum für den wissenschaftlichen und praktischen Erfahrungsaustausch auf dem Gebiet der medizinischen Ultraschallanwendungen.
Die Ultraschalldiagnostik ist heute das am häufigsten eingesetzte bildgebende Verfahren in der Medizin. Nahezu jedes Fachgebiet nutzt diese ungefährliche und kostengünstige Methode. Jedoch haben viele Ärzte leider nicht die erforderliche Ausbildung und Erfahrung. Die DEGUM hat sich zur Aufgabe gemacht, die Qualität der Ultraschalldiagnostik in den jeweiligen Facharzt- oder Schwerpunktausbildungen und in der klinischen Arbeit zu sichern. Gut ausgebildete Ultraschallanwender können zum Nachweis ihrer Qualifikation ein DEGUM-Zertifikat erwerben.
Abhängig von der Qualifikation wird die Zertifizierung in drei Stufen erteilt. Damit möglichst viele Patienten von einer qualifizierten Ultraschalldiagnostik profitieren können, werden zertifizierte Ärztinnen und Ärzte auf den Internetseiten der DEGUM bekannt gemacht.
Die Zeitschrift Ultraschall in der Medizin – European Journal of Ultrasound erscheint alle zwei Monate.